# Giải Phim châu Âu 2011
Giải Phim châu Âu 2011 hay là Giải Phim châu Âu lần thứ 24 được tổ chức tại Berlin, Đức ngày 3.12.2011. Những phim và những người đoạt giải do hơn 2.500 thành viên của Viện Hàn lâm điện ảnh châu Âu tuyển chọn.

## Đề cử
Các đề cử cho Giải Phim châu Âu 2011 đã được công bố ngày 5.11.2011.

## Những người và Phim đoạt giải

### Phim hay nhất
| tên tiếng Anh       | tên gốc           | Đạo diễn                            | Nước sản xuất                  |
| ------------------- | ----------------- | ----------------------------------- | ------------------------------ |
| Melancholia         | Melancholia       | Lars von Trier                      | Đan Mạch, Thụy Điển, Pháp, Đức |
| The Artist          | The Artist        | Michel Hazanavicius                 | Pháp                           |
| The Kid with a Bike | Le Gamin au vélo  | Jean-Pierre Dardenne & Luc Dardenne | Bỉ, Pháp, Ý                    |
| In a Better World   | Hævnen            | Susanne Bier                        | Đan Mạch, Thụy Điển            |
| The King's Speech   | The King's Speech | Tom Hooper                          | Anh Quốc                       |
| Le Havre            | Le Havre          | Aki Kaurismäki                      | Phần Lan, Pháp, Đức            |

### Đạo diễn xuất sắc nhất
| Đạo diễn                            | Quốc tịch | Tên tiếng Anh       | Tên gốc          |
| ----------------------------------- | --------- | ------------------- | ---------------- |
| Susanne Bier                        | Đan Mạch  | In a Better World   | Hævnen           |
| Jean-Pierre Dardenne & Luc Dardenne | Bỉ        | The Kid with a Bike | Le Gamin au vélo |
| Aki Kaurismäki                      | Phần Lan  | Le Havre            | Le Havre         |
| Béla Tarr                           | Hungary   | The Turin Horse     | A torinói ló     |
| Lars von Trier                      | Đan Mạch  | Melancholia         | Melancholia      |

### Nữ diễn viên chính xuất sắc nhất
| Nữ diễn viên         | Quốc tịch         | Tên tiếng Anh               | Tên gốc                     |
| -------------------- | ----------------- | --------------------------- | --------------------------- |
| Tilda Swinton        | Anh Quốc          | We Need to Talk about Kevin | We Need to Talk about Kevin |
| Kirsten Dunst        | Đức and Hoa Kỳ    | Melancholia                 | Melancholia                 |
| Cécile de France     | Bỉ                | The Kid with a Bike         | Le Gamin au vélo            |
| Charlotte Gainsbourg | Pháp and Anh Quốc | Melancholia                 | Melancholia                 |
| Nadezhda Markina     | Nga               | Elena                       | Elena                       |

### Nam diễn viên chính xuất sắc nhất
| Nam diễn viên     | Quốc tịch | Tên tiếng Anh     | Tên gốc           |
| ----------------- | --------- | ----------------- | ----------------- |
| Colin Firth       | Anh Quốc  | The King's Speech | The King's Speech |
| Jean Dujardin     | Pháp      | The Artist        | The Artist        |
| Mikael Persbrandt | Thụy Điển | In a Better World | Hævnen            |
| Michel Piccoli    | Pháp      | We Have a Pope    | Habemus Papam     |
| André Wilms       | Pháp      | Le Havre          | Le Havre          |

### Tác giả kịch bản xuất sắc nhất
| Tác giả                             | Quốc tịch | Tên tiếng Anh       | Tên gốc          |
| ----------------------------------- | --------- | ------------------- | ---------------- |
| Jean-Pierre Dardenne & Luc Dardenne | Bỉ        | The Kid with a Bike | Le Gamin au vélo |
| Anders Thomas Jensen                | Đan Mạch  | In a Better World   | Hævnen           |
| Aki Kaurismäki                      | Phần Lan  | Le Havre            | Le Havre         |
| Lars von Trier                      | Đan Mạch  | Melancholia         | Melancholia      |

### Người quay phim xuất sắc nhất
| Người quay phim      | Quốc tịch       | Tên tiếng Anh     | Tên gốc           |
| -------------------- | --------------- | ----------------- | ----------------- |
| Manuel Alberto Claro | Đan Mạch        | Melancholia       | Melancholia       |
| Fred Kelemen         | Đức and Hungary | The Turin Horse   | A torinói ló      |
| Guillaume Schiffman  | Pháp            | The Artist        | The Artist        |
| Adam Sikora          | Ba Lan          | Essential Killing | Essential Killing |

### Người biên tập xuất sắc nhất
| Người biên tập          | Quốc tịch          | Tên tiếng Anh     | Tên gốc           |
| ----------------------- | ------------------ | ----------------- | ----------------- |
| Tariq Anwar             | Ấn Độ and Anh Quốc | The King's Speech | The King's Speech |
| Mathilde Bonnefoy       | Pháp               | Three             | Drei              |
| Molly Malene Stensgaard | Đan Mạch           | Melancholia       | Melancholia       |

### Người thiết kế sản xuất xuất sắc nhất
| Người thiết kế sản xuất | Quốc tịch   | Tên tiếng Anh      | Tên gốc            |
| ----------------------- | ----------- | ------------------ | ------------------ |
| Jette Lehmann           | Đan Mạch    | Melancholia        | Melancholia        |
| Paola Bizzarri          | Ý           | We Have a Pope     | Habemus Papam      |
| Antxón Gómez            | Tây Ban Nha | The Skin I Live In | La piel que habito |

### Người soạn nhạc xuất sắc nhất
| Người soạn nhạc   | Quốc tịch   | Tên tiếng Anh      | Tên gốc             |
| ----------------- | ----------- | ------------------ | ------------------- |
| Ludovic Bource    | Pháp        | The Artist         | The Artist          |
| Alexandre Desplat | Pháp        | The King's Speech  | The King's Speech   |
| Alberto Iglesias  | Tây Ban Nha | The Skin I Live In | La piel que habitoi |
| Mihály Vig        | Hungary     | The Turin Horse    | A torinói ló        |

### Phim tài liệu hay nhất
| Tên tiếng Anh            | Tên gốc               | Đạo diễn               | Nước sản xuất                 |
| ------------------------ | --------------------- | ---------------------- | ----------------------------- |
| Pina                     | Pina                  | Wim Wenders            | Đức                           |
| Position Among the Stars | Stand van de Sterren  | Leonard Retel Helmrich | Hà Lan                        |
| ¡Vivan las Antipodas!    | ¡Vivan las Antipodas! | Victor Kossakovsky     | Đức, Hà Lan, Argentina, Chile |

### Phim hoạt hình xuất sắc nhất
Các đề cử cho Phim hoạt hình xuất sắc nhất được tuyển chọn bởi một Ủy ban gồm các thành viên của Ban điều hành Viện Hàn lâm điện ảnh châu Âu và các đại diện của Hiệp hội Phim hoạt hình châu Âu.
| Tên tiếng Anh   | Tên gốc           | Đạo diễn                                         | Nước sản xuất               |
| --------------- | ----------------- | ------------------------------------------------ | --------------------------- |
| Chico and Rita  | Chico & Rita      | Tono Errando, Javier Mariscal và Fernando Trueba | Tây Ban Nha and Isle of Man |
| The Rabbi's Cat | Le Chat du rabbin | Antoine Delesvaux and Joann Sfar                 | Pháp                        |
| A Cat in Paris  | Une vie de chat   | Jean-Loup Felicioli and Alain Gagnol             | Pháp, Bỉ                    |

### Giải khám phá mới - Giải FIPRESCI
Các đề cử cho phim truyện đầu tay xuất sắc nhất được tuyển chọn bởi một Ủy ban gồm các đại diện của Viện Hàn lâm điện ảnh châu Âu và FIPRESCI.
| Tên tiếng Anh     | Tên gốc         | Đạo diễn          | Nước sản xuất     |
| ----------------- | --------------- | ----------------- | ----------------- |
| Oxygen            | Adem            | Hans Van Nuffel   | Bỉ and the Hà Lan |
| Breathing         | Atmen           | Karl Markovics    | Áo                |
| Michael           | Michael         | Markus Schleinzer | Áo                |
| Nothing's All Bad | Smukke menesker | Mikkel Munch-Fals | Đan Mạch          |
| Tilva Roš         | Tilva Roš       | Nikola Ležaić     | Serbia            |

### Phim ngắn xuất sắc nhất
Các đề cử cho Phim ngắn xuất sắc nhất được tuyển chọn bởi các Ban giám khảo độc lập ở các Liên hoan phim khắp châu Âu.
| Tên tiếng Anh              | Tên gốc             | Đạo diễn                | Nước sản xuất   |
| -------------------------- | ------------------- | ----------------------- | --------------- |
| The Wholly Family          | The Wholly Family   | Terry Gilliam           | Ý               |
| Berik                      | Berik               | Daniel Joseph Borgman   | Đan Mạch        |
| Little Children, Big Words | Små barn, stora ord | Lisa James-Larsson      | Thụy Điển       |
| Incident by a Bank         | Händelse vid bank   | Ruben Östlund           | Thụy Điển       |
| Derby                      | Derby               | Paul Negoescu           | România         |
| Jessi                      | Jessi               | Mariejosephin Schneider | Đức             |
| The Wolves                 | I lupi              | Alberto de Michele      | Ý and Hà Lan    |
| The Unliving               | Återfödelsen        | Hugo Lilja              | Thụy Điển       |
| Silent River               | Apele tac           | Anca Miruna Lăzărescu   | Đức and România |
| Paparazzi                  | Paparazzi           | Piotr Bernas            | Ba Lan          |
| The Great Race             | La gran carrera     | Kote Camacho            | Tây Ban Nha     |
| Dimanches                  | Dimanches           | Valéry Rosier           | Bỉ              |
| Out                        | Tse                 | Roee Rosen              | Israel          |
| Frozen Stories             | Opowiesci z chlodni | Grzegorz Jaroszuk       | Ba Lan          |
| Hypercrisis                | Hypercrisis         | Josef Dabernig          | Áo              |

## Giài do công chúng bầu chọn –Phim châu Âu hay nhất
Phim đoạt Giải People's Choice được tuyển chọn bởi những cuộc bỏ phiếu online.
| Tên tiếng Anh        | Tên gốc              | Đạo diễn                        | Nước sản xuất                  |
| -------------------- | -------------------- | ------------------------------- | ------------------------------ |
| The King's Speech    | The King's Speech    | Tom Hooper                      | Anh Quốc                       |
| Animals United       | Konferenz der Tiere  | Reinhard Klooss và Holger Tappe | Đức                            |
| Even the Rain        | También la lluvia    | Icíar Bollaín                   | Tây Ban Nha                    |
| In a Better World    | Hævnen               | Susanne Bier                    | Đan Mạch and Thụy Điển         |
| Little White Lies    | Les Petits Mouchoirs | Guillaume Canet                 | Pháp                           |
| Potiche              | Potiche              | François Ozon                   | Pháp and Bỉ                    |
| Unknown              | Unknown              | Jaume Collet-Serra              | Đức, Hoa Kỳ, Anh Quốc and Pháp |
| Welcome to the South | Benvenuti al Sud     | Luca Miniero                    | Ý                              |